# ゴンザーロ・リラ
ゴンザーロ・アンジェル・クインティリオ・リラ・ロペス（Gonzalo Ángel Quintilio Lira López、1968年2月29日 - 2024年1月11日）元々はアメリカ合衆国出身でウクライナに在住していたチリ系アメリカ人の政治評論家、小説家、映画監督、金融ブロガー、ブロガー、YouTuber。

## 生い立ち
アメリカ合衆国のカリフォルニア州ロサンゼルスバーバンク出身。その後、ニューヨーク、マイアミ、チリのサンティアゴ、エクアドルのグアヤキル等で育つ。ダートマス大学卒業後は作家としてSecuestro (2005)、Soldier of Fortune (2000)、The Public Space (2018)等の作品を発表。また、映画監督やアーティストとしても活動。アメリカ合衆国、チリの他にオランダ、イギリス等で活動。2010年以降にウクライナ人のとの婚姻によってウクライナに移住し、Coach Red Pillの名でブロガー、YouTuberとして金融、経済、コロナ禍、コロナワクチン、フェミニズム、LGBTQ等の社会問題・地政学・国際政治に関しての発信を行うようになる。彼はまた、公然とピノチェト支持者であり、1973年のチリのクーデターを支持した。

## ウクライナ政府批判
2022年ロシアのウクライナ侵攻の初めに、ウクライナの首都キエフにいた。そこで彼は、「親ロシア」または 「親モスクワ」の視点でウクライナ当局や欧米諸国、NATOを強く批判する意見を述べていた。なお、ウォロディミル・ゼレンスキー政権とジョー・バイデン政権、NATOを支持する勢力は陰謀論者もしくはクレムリンの工作員であると批判している。
ウクライナのハルキウ（ハリコフ）に在住し、ゼレンスキー政権とバイデン政権を強く批判し、ウクライナ戦争は米国のネオコン・グローバリストが仕掛けたロシアとの代理戦争でありウクライナを破壊したのはNATOであり欧米諸国だと主張した。

## 逮捕・勾留
2022年5月にウクライナ保安庁に逮捕され拘留。一度目は釈放されたがウクライナ保安庁の監視下に置かれた主張し、引き続きゼレンスキー政権批判・バイデン政権批判の発信を続けた。2023年5月に再逮捕され拘留。逮捕理由は2014年のマイダン革命以降のウクライナ政府はナチズム、ネオナチに支配されている等の偽情報を発信した事とロシアによるウクライナへの軍事介入を正当化したからであると発表された。2023年8月には保釈されて、留置所で胸部を強く殴打される等の長時間に渡る拷問を受けているとyoutubeに投稿し、このままでは殺されるとしてハンガリーへの亡命を試みるも国境で再び逮捕される。イーロン・マスクやタッカー・カールソン等が釈放とウクライナからの出国をゼレンスキー政権とバイデン政権に働きかけていたが、バイデン政権は米国国籍保持者がウクライナで逮捕・拘留されている事を認識していながらも無反応。米国人でウクライナ領土防衛隊の報道官であるサラ・アシュトン・チリッロはゴンザロリラを強く非難し逮捕・勾留を正当化した。
その後、留置所で体調が悪化。アメリカに在住するゴンザロリラ氏の父親によると拷問を受け、肺炎を発症しているのにもかかわらずに適切な治療も受けられてないと述べゼレンスキー政権とバイデン政権に対して言論の自由が侵害されていると強く批判した。

## 死去
ゴンザロリラ氏の父親によると、2024年1月11日に肺炎が悪化し留置所内若しくは関連病院で死去し、息子はゼレンスキー政権とバイデン政権に殺害されたと主張した。